# Eilema cucullatella
Eilema cucullatella là một loài bướm đêm thuộc phân họ Arctiinae, họ Erebidae.